# Tachyancistrocerus quabosi
Tachyancistrocerus quabosi är en stekelart som beskrevs av Giordani Soika 1979. Tachyancistrocerus quabosi ingår i släktet Tachyancistrocerus och familjen Eumenidae. Inga underarter finns listade i Catalogue of Life.